# Дмитровичский сельсовет (Минская область)
Дмитровичский сельсовет — административная единица на территории Березинского района Минской области Республики Беларусь.

## История
28 мая 2013 года включена часть территории, исключенная из состава Погостского сельсовета, в том числе населенные пункты Барсуки, Вешевка, Высокая Гора, Глинище, Девяница, Еловка, Журовка, Замосточье, Корма, Меденка, Ольшанец, Селище, Старые Гумны, Столпы, Тыльковка, Харчичи.

## Состав
Дмитровичский сельсовет включает 14 населённых пунктов:
- Белавичи — деревня.
- Берье — деревня.
- Выкрас — деревня.
- Дмитровичи — деревня.
- Коренец — деревня.
- Красное — деревня.
- Лесковичи — деревня.
- Манча — деревня.
- Михеевичи — деревня.
- Новоселье — деревня.
- Орешковичи — деревня.
- Прудок — деревня.
- Рудня — деревня.
- Шеверничи — деревня.